# Međunarodno sveučilište u Sarajevu
Međunarodno sveučilište u Sarajevu (bošnjački: Internacionalni univerzitet u Sarajevu, engleski: International University of Sarajevo) osnovan je 23. listopada 2003. godine, a priznat od strane Vijeća za visoko obrazovanje Republike Turske. Ima status privatnog sveučilišta. Fakulteti se nalaze u istoj zgradi u  Sarajevu, a u tijeku je gradnja kampusa u mjestu Ilidža. Nastava se obavlja na engleskom jeziku.

## Fakultet umjetnosti i društvenih znanosti
Na ovom fakultetu organizirani su sljedeći dodiplomski programi:
1. Vizualne umjetnosti i dizajn vizualnih komunikacija
2. Kulturološki studij
3. Društvene i političke znanosti
4. Engleski jezik i književnost
5. Psihologija

## Fakultet za ekonomiju i poslovnu administraciju
Na ovom fakultetu organizirani su sljedeći dodiplomski programi:
1. Menadžment
2. Ekonomija
3. Međunarodni odnosi

## Fakultet za prirodne znanosti i inženjering
Na ovom fakultetu organizirani su sljedeći dodiplomski programi:
1. Biologija i bio-inženjering
2. Računarske znanosti i inženjering
3. Industrijski inženjering
4. Elektro inženjering
5. Strojarstvo
6. Arhitektura

## Škola engleskog jezika
Organizira se kao pripremna škola namijenjena studentima koji ne vladaju engleskim jezikom kao preduvjet za kasnije studiranje.

## Vanjske poveznice
- Službena stranica